# FourFourTwo
A FourFourTwo é uma revista britânica de futebol publicada pela Future. Emitida mensalmente, publicou sua 300ª edição em maio de 2019. Leva o nome da formação de futebol com o mesmo nome, o 4-4-2. Embora sediada no Reino Unido, a revista também está disponível em 16 outros idiomas.
Em 2008, foi anunciado que a FourFourTwo havia firmado um contrato de patrocínio de camisa de três anos com o Swindon Town, que começou na temporada 2008–09.

## Contribuintes

### Presente
As seguintes pessoas estão entre os contribuidores regulares da FourFourTwo (edição do Reino Unido):
- Uli Hesse
- James Horncastle
- Martin Mazur
- Michael Cox

### Colunistas anteriores
- James Richardson —  que apresenta o European Football Show na BT Sport e anteriormente Football Italia no Channel 4, que costumava dar suas opiniões sobre o futebol italiano antes de ser substituído.
- Henry Winter — jornalista de futebol líder.
- Brian Clough — ex-jogador e empresário, até sua morte em 2004.
- Bobby Robson — ex-jogador e empresário, que substituiu brevemente Brian Clough.
- Stan Bowles —  ex-jogador do Queens Park Rangers e da Inglaterra, que escreveu uma coluna anedótica.
- Robbie Savage  — ex-meio-campista do País de Gales, que escreveu sobre o jogo da perspectiva de um atual jogador de futebol da Premiership.
- Sam Allardyce — ex-técnico do Newcastle United, que respondeu às perguntas dos leitores.
- David Platt — que escreveu colunas discutindo táticas para partidas ou equipes específicas.
- Michel Salgado — ex-jogador do Real Madrid e do Blackburn Rovers.
- Arsène Wenger —  treinador do Arsenal. O "guru" do 5-a-side do FourFourTwo que é questionado por duas pessoas todos os meses e dá dicas sobre o jogo de 5-a-side.
- Diego Forlán — atacante do Internacional.
- The Player —  um colunista de mistério, com um artigo a cada mês. Seu anonimato permite que ele escreva sobre os aspectos invisíveis do futebol - bebida, drogas, amantes, etc. .

## Editores
Editores notáveis da FourFourTwo incluíram Mat Snow, Hugh Sleight e Hitesh Ratna. A editora fundadora foi Karen Buchanan.

## Contente
A revista é dividida nas seguintes seções: Upfront, Features, Action Replay e The Mixer.

### Classificações e prêmios

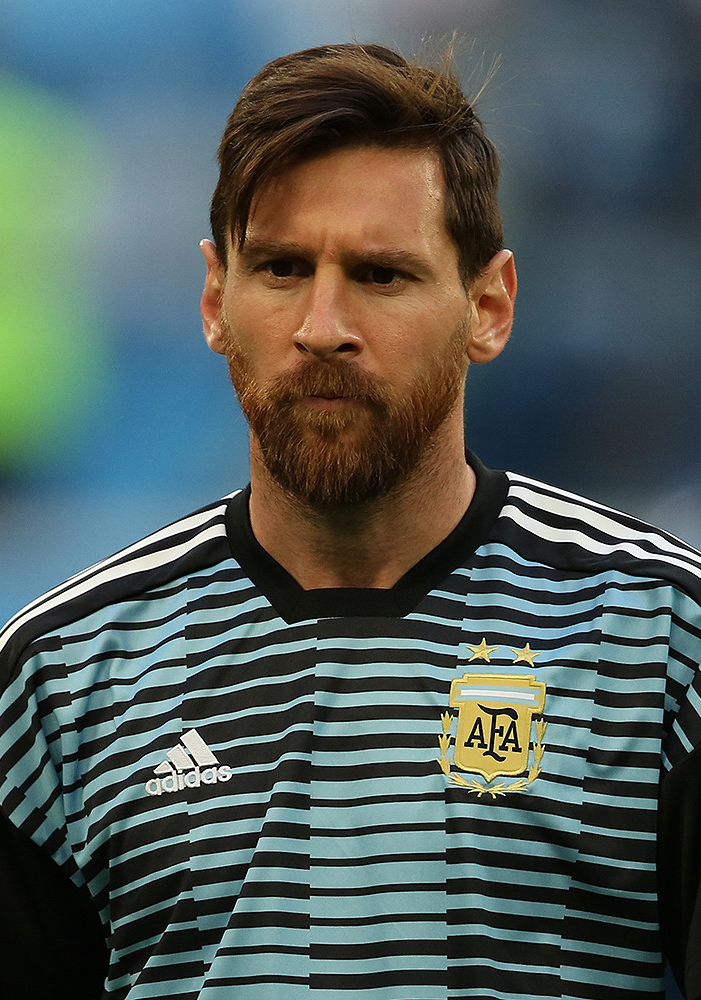
O argentino Lionel Messi ganhou o prêmio em um recorde de oito vezes, quatro das quais em anos consecutivos (2009–12).

A FourFourTwo tem uma série de rankings e prêmios anuais. Em 2007, a revista montou seu primeiro FFT100, uma lista dos 100 melhores futebolistas do mundo, segundo eles. No final da temporada 2012–13 da Premier League, a FourFourTwo anunciou seu primeiro Stats Zone Awards. Em maio de 2015, foi anunciada a lista inaugural dos 50 melhores jogadores asiáticos do futebol mundial. Eles também fazem um top 50 de jogadores da Liga de Futebol.
| Ano  | Jogador            | Nacionalidade | Clube             |
| ---- | ------------------ | ------------- | ----------------- |
| 2007 | Kaká               | Brasil        | Milão             |
| 2008 | Cristiano Ronaldo  | Portugal      | Manchester United |
| 2009 | Lionel Messi       | Argentina     | Barcelona         |
| 2010 | Lionel Messi       | Argentina     | Barcelona         |
| 2011 | Lionel Messi       | Argentina     | Barcelona         |
| 2012 | Lionel Messi       | Argentina     | Barcelona         |
| 2013 | Cristiano Ronaldo  | Portugal      | Real Madrid       |
| 2014 | Cristiano Ronaldo  | Portugal      | Real Madrid       |
| 2015 | Lionel Messi       | Argentina     | Barcelona         |
| 2016 | Cristiano Ronaldo  | Portugal      | Real Madrid       |
| 2017 | Lionel Messi       | Argentina     | Barcelona         |
| 2018 | Lionel Messi       | Argentina     | Barcelona         |
| 2019 | Lionel Messi       | Argentina     | Barcelona         |
| 2020 | Robert Lewandowski | Polônia       | Bayern de Munique |
| 2021 | Robert Lewandowski | Polônia       | Bayern de Munique |

| Jogador            | Vitórias |
| ------------------ | -------- |
| Lionel Messi       | 8        |
| Cristiano Ronaldo  | 4        |
| Robert Lewandowski | 2        |
| Kaká               | 1        |

## Outras edições
- Edição australiana - a FourFourTwo lançou uma edição australiana em outubro de 2005, para coincidir com a nova A-League.

A publicidade de lançamento foi veiculada com o slogan "É futebol, mas não como você o conhece", uma referência à popularidade do futebol australiano e da liga de rugby e ao fato de que o futebol de associação é conhecido como futebol na Austrália. Isso também se refere ao slogan de lançamento da A-League: "É futebol, mas não como você o conhece" - parte do trabalho que a Football Australia está fazendo para renomear e relançar o jogo. Além disso, a primeira página da primeira edição continha o lema "Adeus futebol, olá futebol". O editor atual é Kevin Airs. A revista fechou em agosto de 2018.
- Edição brasileira - publicada pela primeira vez em 2009, pela editora brasileira Cadiz.
- Edição búlgara - publicada pela primeira vez em abril de 2010, tem informações pré-Copa do Mundo sobre a seleção inglesa de futebol e o técnico Fabio Capello para sua reportagem de capa.
- Edição croata - publicada pela primeira vez em outubro de 2010.
- Edição holandesa - publicadoa pela primeira vez em novembro de 2018, pela F&L Media.[15]
- Edição egípcia - publicada pela primeira vez em junho de 2010,  pela editora egípcia Omedia.
- Edição húngara - publicada pela primeira vez em março de 2010.
- Edição indonésia - publicada pela primeira vez em 2009, pela PT Tunas Bola.
- Edição italiana - publicada pela primeira vez em dezembro de 2013. pelo editor Xavier Jacobelli.
- Edição coreana - publicada pela primeira vez em junho de 2007, pela editora coreana MediaWill. Os artigos sobre futebol nacional normalmente ocupam cerca de metade das 190 páginas.
- Edição da Malásia/Cingapura - em 2009, as publicações da Measat assumiram a licença da edição da Malásia, que também está à venda em Cingapura. Em 11 de agosto de 2009, um programa semanal de TV da FourFourTwo começou na estação de televisão afiliada, além do Astro SuperSport, apresentado pelo ex-âncora da ESPN Jason Dasey.  Existem agora duas edições semanais: FourFourTwo EuroZone e FourFourTwo EuroGoals, bem como uma versão mensal, FourFourTwo Performance.
- Edição nigeriana - publicada pela primeira vez em 2006, foi relançada em maio de 2008 com Samm Audu como editor. É a revista de futebol mais vendida na África Ocidental. Também é vendida na África do Sul.
- Edição polonesa - publicada pela primeira vez em maio de 2010, pelo Arskom Group.
- Edição portuguesa - publicada pela primeira vez em novembro de 2013, pela empresa Goody SA.
- Edição sueca - publicada pela primeira vez em abril de 2008.
- Edição tailandesa - publicada pela primeira vez em novembro de 2009, pela Plus One Media Co., Ltd., no 3º dia do mês. Agora, a FourFourTwo é publicada pela Siam Sport Syndicate Co.Ltd, no início do mês.
- Edição turca - publicada pela primeira vez em abril de 2006.
- Edição vietnamita - publicada pela primeira vez em maio de 2010.